# Skorpiony (jednostka paramilitarna)
Skorpiony (serb. Škorpioni) – paramilitarna jednostka ochotników walcząca w latach 1991–1999 w wojnie w Chorwacji, wojnie w Bośni i w Kosowie po stronie Serbów. Członkowie tej organizacji nosili czerwone berety i czarne panterki.
Na ujawnionej 1 czerwca 2005 roku, w procesie Slobodana Miloševicia w Hadze, taśmie wideo z nagraną egzekucją kilku bośniackich Muzułmanów, rozpoznano żołnierzy jednostki Skorpionów. Taśma zawiera dokumentację kampanii Skorpionów od miasta Pale do Srebrenicy i kończy się zapisem zastrzelenia strzałami w tył głowy kilku bośniackich jeńców.
Taśmę przekazała Trybunałowi w Hadze Natasza Kandić z Centrum Prawa Humanitarnego w Belgradzie. Uzyskała ją od jednego ze Skorpionów, który zapewnił sobie w ten sposób bezpieczny wyjazd z Serbii.
Wcześniej, w marcu 2004 roku na 20 lat skazany został jeden z członków Skorpionów Saša Cvijetan za zamordowanie w 1999 roku podczas wojny w Kosowie 16 albańskich cywilów.
Slobodan Medić, dowódca Skorpionów podczas procesu zeznał, że jednostka została utworzona w 1991 roku jako część jugosłowiańskiej armii. Następnie zmienił zeznania twierdząc, że powstała w 1992 roku i dopiero w 1996 została włączona do specjalnych jednostek antyterrorystycznych Serbii podlegających serbskiemu MSW.
Generał Stevanović, świadek obrony w procesie Miloševicia, stwierdził, że Skorpiony nie podlegały serbskiemu Ministerstwu, a film nie może obciążać ówczesnego prezydenta.
Na początku czerwca 2005 w Serbii ujęto 6 członków Skorpionów, a kilka dni później chorwacka policja zatrzymała 10 obywateli Chorwacji, rozpoznanych jako członkowie jednostki Skorpiony wraz z 52-letnim Slobodanem Davidoviciem, którego rozpoznano na filmie z egzekucji.
W dniu 17 czerwca 2005 roku, serbski sąd potwierdził wyrok 20 lat więzienia wydany wcześniej na Sašę Cvijetana.